# Ивьевский район
И́вьевский райо́н (бел. Іўеўскі раён) — административная единица на востоке Гродненской области Республики Беларусь. Административный центр — город Ивье.
Численность населения — 18 919 человек (на 1 января 2025 года).

## География

Ивьевский район в составе Барановичской области, 1940

Граничит с Литовской Республикой, Ошмянским, Лидским, Новогрудским и Вороновским районами Гродненской области, Воложинским и Столбцовским районами Минской области. Площадь территории — 1841 км² (2-е место среди районов).
Основные реки — Неман с притоками Березина и Гавья. В районе также находятся несколько водохранилищ: Чернельское, Жемыславльское,Ивьевское,Лаздунское,Сурвилишское. Так-же есть пруд Ивье и озеро Опита. Кроме этого протекают реки Ольшанка и Жижма.
80 % территории района расположено между реками Неман и Березина с юга и юго-востока и рекой Гавья с юго-запада. На северо-западе Ивьевского района раскинулась Лидская равнина, на юге — Верхненеманская низменность. Город Ивье расположен на высоте 140 м над уровнем моря. Почвы преимущественно дерново-подзолистые, дерново-подзолистые заболоченные и дерново-болотные. На территории района находятся два месторождения торфа, три месторождения песчаного материала. Климат умеренный и влажный. Средняя температура −6°С зимой и +17°С летом.
Практически всю территорию Ивьевщины покрывают тонкой разветвлённой сетью ручьи и малые реки. Общая протяжённость речной сети составляет 762 км. Наиболее крупные реки: Неман — 33,2 км, Березина — 62,2 км, Гавья — 71,6 км, Клева — 42,8 км.
В районе имеется 3 естественных и 12 искусственных озёр, площадь которых превышает 200 га. Под лесами занято 44,8 % территории района, под сельскохозяйственными угодьями — 43,2 %, из них пашня — 65,6 %, сенокосы и пастбища — 33,7 %, площадь болот — 4,7 %. Общая площадь лесных угодий составляет 82,5 тыс. га. Площадь государственного заказника республиканского значения «Налибокская пуща» — 5,7 тыс. га, биологического заказника «Урочище Красное» — 218 га и ландшафтного заказника местного значения «Раздоры» — 135 га. Охотничьи угодья составляют более 151 тыс. га. В лесах обитают лоси, кабаны, олени, косули, лисы, выдры, ондатры и др.

## Природа
На территории расположена Налибокская пуща.

## Административное устройство
В районе 10 сельсоветов:
- Бакштовский
- Геранёнский
- Ивьевский
- Лаздунский
- Лелюкинский
- Липнишковский
- Субботникский
- Трабский
- Эйгердовский
- Юратишковский

Упразднённые сельсоветы:
- Моринский

## Геральдика
Герб и флаг учреждены Указом Президента Республики Беларусь от 14 июня 2007 года № 279 и зарегистрированы в Государственном геральдическом регистре 4 июня 2009 года № Б-106 и № Б-107. Одобрены решением Ивьевского районного Совета депутатов от 27 июля 2006 года № 91.

## История
Район образован 15 января 1940 года. До 20 сентября 1944 года — в составе Барановичской области, в 1944—1954 годах — в Молодечненской области, с 1954 года — в Гродненской области.
Восточную часть современной территории Ивьевского района занимал Юратишковский район. 
20 января 1960 года в состав Ивьевского района Гродненской области передана территория упразднённого Юратишковского района. В тот же день к Ивьевскому району присоединён Богдановский сельсовет Воложинского района упразднённой Молодечненской области, 13 февраля этот сельсовет передан Ошмянскому району, 25 декабря 1962 года передан Ивьевскому району, 6 января 1965 года возвращён Воложинскому району.
20 октября 1995 года административные единицы Ивьевский район и посёлок Ивье, имеющие общий административный центр, объединены в одну административную единицу — Ивьевский район. 
Решением Ивьевского районного Совета депутатов от 17 марта 2023 года № 279 учреждено звание «Почётный гражданин Ивьевского района».

## Демография
Численность населения — 18 919 человек (на 1 января 2025 года), в том числе городское — 8 242 человек (Ивье — 6 906 человек, Юратишки — 1 336 человек), сельское — 10 677 человек.
Население района составляет 20 107 человек, в том числе в городских условиях проживают 8 590 человек (на 1 января 2023 года). Помимо Ивье в район входят городской поселок Юратишки, 372 сельских населённых пунктов, Юратишковский поселковый Совет и 10 сельсоветов.
| Численность населения (по годам) | Численность населения (по годам) | Численность населения (по годам) | Численность населения (по годам) | Численность населения (по годам) | Численность населения (по годам) | Численность населения (по годам) | Численность населения (по годам) | Численность населения (по годам) | Численность населения (по годам) |
| 1996                             | 2001                             | 2002                             | 2003                             | 2004                             | 2005                             | 2006                             | 2007                             | 2008                             | 2009                             |
| -------------------------------- | -------------------------------- | -------------------------------- | -------------------------------- | -------------------------------- | -------------------------------- | -------------------------------- | -------------------------------- | -------------------------------- | -------------------------------- |
| 38 700                           | ▼36 300                          | ▼35 644                          | ▼34 919                          | ▼34 059                          | ▼33 113                          | ▼32 179                          | ▼31 414                          | ▼30 555                          | ▼29 683                          |
| 2010                             | 2011                             | 2012                             | 2013                             | 2014                             | 2015                             | 2016                             | 2017                             | 2018                             | 2019                             |
| ▼28 674                          | ▼27 614                          | ▼26 649                          | ▼26 025                          | ▼25 389                          | ▼24 758                          | ▼24 036                          | ▼23 457                          | ▼23 003                          | ▼22 458                          |
| 2020                             | 2021                             | 2022                             | 2023                             | 2024                             | 2025                             |                                  |                                  |                                  |                                  |
|                                  |                                  |                                  | ▼20 107                          |                                  | ▼18 919                          |                                  |                                  |                                  |                                  |

| Национальный состав по переписи населения 2009 года | Национальный состав по переписи населения 2009 года | Национальный состав по переписи населения 2009 года |
| Народ                                               | Численность                                         | %                                                   |
| --------------------------------------------------- | --------------------------------------------------- | --------------------------------------------------- |
| Белорусы                                            | 23 007                                              | 79,63%                                              |
| Поляки                                              | 4449                                                | 15,4%                                               |
| Русские                                             | 699                                                 | 2,42%                                               |
| Татары                                              | 532                                                 | 1,84%                                               |
| Украинцы                                            | 93                                                  | 0,32%                                               |
| Литовцы                                             | 18                                                  | 0,06%                                               |
| Казахи                                              | 12                                                  | 0,04%                                               |
| Азербайджанцы                                       | 6                                                   | 0,02%                                               |
| Латыши                                              | 6                                                   | 0,02%                                               |
| Узбеки                                              | 6                                                   | 0,02%                                               |

## Экономика
По уровню заработной платы Ивьевский район — один из самых бедных в Гродненской области (средняя зарплата ниже только в Свислочском районе). Среднемесячная номинальная начисленная заработная плата (до вычета подоходного налога и второй части страховых отчислений) в 2017 году составила 563,2 рубля (около 280 долларов). Район занимает 116-е место по уровню заработной платы среди 129 районов и городов областного подчинения Республики Беларусь.

### Сельское хозяйство
В Ивьевском районе действуют 4 КСУП (коммунальных сельскохозяйственных унитарных предприятий) — «Агро-Липнишки», «Баума», «Субботники», «Трабы», 1 предприятие-филиал («Азот Агро» — филиал УСП «Новый Двор-Агро») и 54 фермерских хозяйства. Крупнейшие сельскохозяйственные предприятия — «Азот Агро» (40,6% производства валовой продукции сельского хозяйства района), КСУП «Баума»  (19,1%), КСУП «Субботники» (14,3%).
Общая посевная площадь сельскохозяйственных культур в организациях района (без учёта фермерских и личных хозяйств населения) в 2017 году составила 36 930 га (369 км²). В 2017 году под зерновые и зернобобовые культуры было засеяно 17 091 га, под сахарную свеклу — 1000 га, под кормовые культуры — 15 893 га.
Валовой сбор зерновых и зернобобовых культур в сельскохозяйственных организациях составил 63,4 тыс. т в 2015 году, 34,5 тыс. т в 2016 году, 44,5 тыс. т в 2017 году. По валовому сбору зерновых в 2017 году район занял 16-е место в Гродненской области. Средняя урожайность зерновых в 2017 году составила 26,1 ц/га (средняя по Гродненской области — 39,7 ц/га, по Республике Беларусь — 33,3 ц/га). По этому показателю район занимал 17-е место в Гродненской области. Валовой сбор свеклы сахарной в сельскохозяйственных организациях составил 41,1 тыс. т в 2016 году, 34,2 тыс. т в 2017 году. По валовому сбору сахарной свеклы в 2017 году район занял 16-е место в Гродненской области. Средняя урожайность сахарной свеклы в 2017 году составила 342 ц/га (средняя по Гродненской области — 533 ц/га, по Республике Беларусь — 499 ц/га); по этому показателю район занял 17-е место в Гродненской области.
На 1 января 2018 года в сельскохозяйственных организациях района (без учёта фермерских и личных хозяйств населения) содержалось 26,9 тыс. голов крупного рогатого скота, в том числе 9,7 тыс. коров, а также 12,6 тыс. свиней. По поголовью крупного рогатого скота район занимает 15-е место в Гродненской области, по поголовью свиней — 17-е.
В 2017 году предприятия района произвели 4 тыс. т мяса (в живом весе) и 38,1 тыс. т молока. По производству мяса и молока район занимает 17-е место в Гродненской области. Средний удой молока с коровы — 4012 кг (средний показатель по Гродненской области — 5325 кг, по Республике Беларусь — 4989 кг).

### Промышленность
Промышленность района представлена Ивьевским РУП ЖКХ, ООО «Лида Техмаш» и его филиалом в агрогородке Геранёны, ООО «Фабрика Ромакс» (Липнишки), ГЛХУ «Ивьевский лесхоз», ДРСУ № 156 КУП «Гроднооблдорстрой».

### Транспорт
Через район проходят железнодорожная линия Лида — Молодечно, автодорога Гродно — Минск. Ивье связано автодорогами с городами Новогрудок и Ошмяны.
С запада на восток район пересекает железная дорога Гродно-Молодечно. Имеются железнодорожные станции Гавья и Юратишки. Территорию района охватывает сеть автомобильных дорог республиканского значения: Минск — Гродно (Магистраль М6, Барановичи — Новогрудок — Ивье (Дорога Р5), Ворона — Ошмяны — Юратишки — Ивье (Дорога Р48), Ивье — Трокели — Вороново. Автомобильная дорога Минск — Гродно является дорогой с наиболее интенсивным движением и развитой инфраструктурой придорожного сервиса: 2 АЗС (д. Расолишки и д. Старченята), 3 пункта общественного питания («Хвілінка-2» д. Россолишки, «Арна» д. Старченята, кафе «Мостки», «На скрыжаванні» д. Мостки, 137 км.), 2 мотеля («Хвілінка-2» д. Расолишки и «Мостки» д. Мостки, 137 км.).
На территории района расположены 2 пункта упрощённого пропуска в д. Геранёны и д. Пецкуны.
| Автодороги проходящие через Ивьевский район                                      | Обозначения |
| -------------------------------------------------------------------------------- | ----------- |
| Барановичи — Новогрудок — Ивье                                                   | Р5          |
| Минск — Гродно                                                                   | М6 E 28     |
| Ворона — Ошмяны — Юратишки — Ивье; подъезд к границе Литовской Республики (Лоша) | Р48         |
| Лида — Трокели — Геранёны — граница Литовской Республики (Геранены)              | Р89         |
| Ивье — Трокели — Радунь                                                          | Р135        |

## Здравоохранение
В 2017 году в учреждениях Министерства здравоохранения Республики Беларусь в районе работало 65 практикующих врачей и 311 средних медицинских работников. В пересчёте на 10 тысяч человек численность врачей — 28,3, численность средних медицинских работников — 135,2 (средние значения по Гродненской области — 48,6 и 126,9 на 10 тысяч человек соответственно, по Республике Беларусь — 40,5 и 121,3 на 10 тысяч человек). По обеспеченности населения врачами район занимает предпоследнее место в области, опережая только Ошмянский район, по обеспеченности средними медицинскими работниками — 5-е место. Число больничных коек в учреждениях здравоохранения района — 201 (в пересчёте на 10 тысяч человек — 87,4; средние показатели по Гродненской области — 81,5, по Республике Беларусь — 80,2). По обеспеченности населения больничными койками район занимает 5-е место в области после Свислочского, Зельвенского, Дятловского районов и Гродно.

## Образование
В 2017 году в районе насчитывалось 16 учреждений дошкольного образования (включая комплексы «детский сад — школа») с 0,8 тыс. детей. В 2017/2018 учебном году в районе действовало 15 учреждений общего среднего образования, в которых обучалось 2,6 тыс. учеников. Учебный процесс осуществляли 450 учителей. В среднем на одного учителя приходилось 5,8 учеников (среднее значение по Гродненской области — 7,9, по Республике Беларусь — 8,7).

## Религия
В районе представлены 4 конфессии: католики, православные, мусульмане и евангелисты.

## Культура
В Ивье действует Ивьевский музей национальных культур с численностью музейных предметов 3 тыс. единиц. В 2016 году музей посетили 6,8 тыс. человек.

## Достопримечательности
- Стоянка периода неолита, в 1 км западнее деревни Миколаево —  Историко-культурная ценность Республики Беларусь, шифр 413В000303
- Церковь Покрова Пресвятой Богородицы, 1920–1922 гг. (вторая половина XIX в.) в д. Миколаево
- Стоянка периода мезолита, 0,3 км от западной окраины агрогородка Морино в урочище Стрыйново —  Историко-культурная ценность Республики Беларусь, шифр 413В000304
- Свято-Троицкая церковь в аг. Морино
- Мемориальный комплекс в д. Стоневичи
- Городище в аг. Трабы —  Историко-культурная ценность Республики Беларусь, шифр 413В000307
- Католический храм Рождества Девы Марии в аг. Трабы
- Православная церковь св. Петра и Павла в аг. Трабы
- Стоянка периода мезолита – неолита, 4 км на север от деревни Бакшты —  Историко-культурная ценность Республики Беларусь, шифр 413В000289
- Православная церковь Св. Пантелеймона в д. Бакшты
- Николаевский костёл (1519 г.) и руины Геранёнского замка (XVI век) в деревне Геранёны
- Костёл Марии (1772 г.) в д. Дуды
- Усадьба Умястовских (1870 г.) в аг. Жемыславль
- Семеновский костел (1904 г.) в деревне Лаздуны
- Краснокирпичный костёл Св. Владислава (1904—1907) в Субботниках
- Каменный костёл Св. Казимира (1900—1910) аг. Липнишки
- Церковь Святого Владислава в аг. Субботники

## Галерея

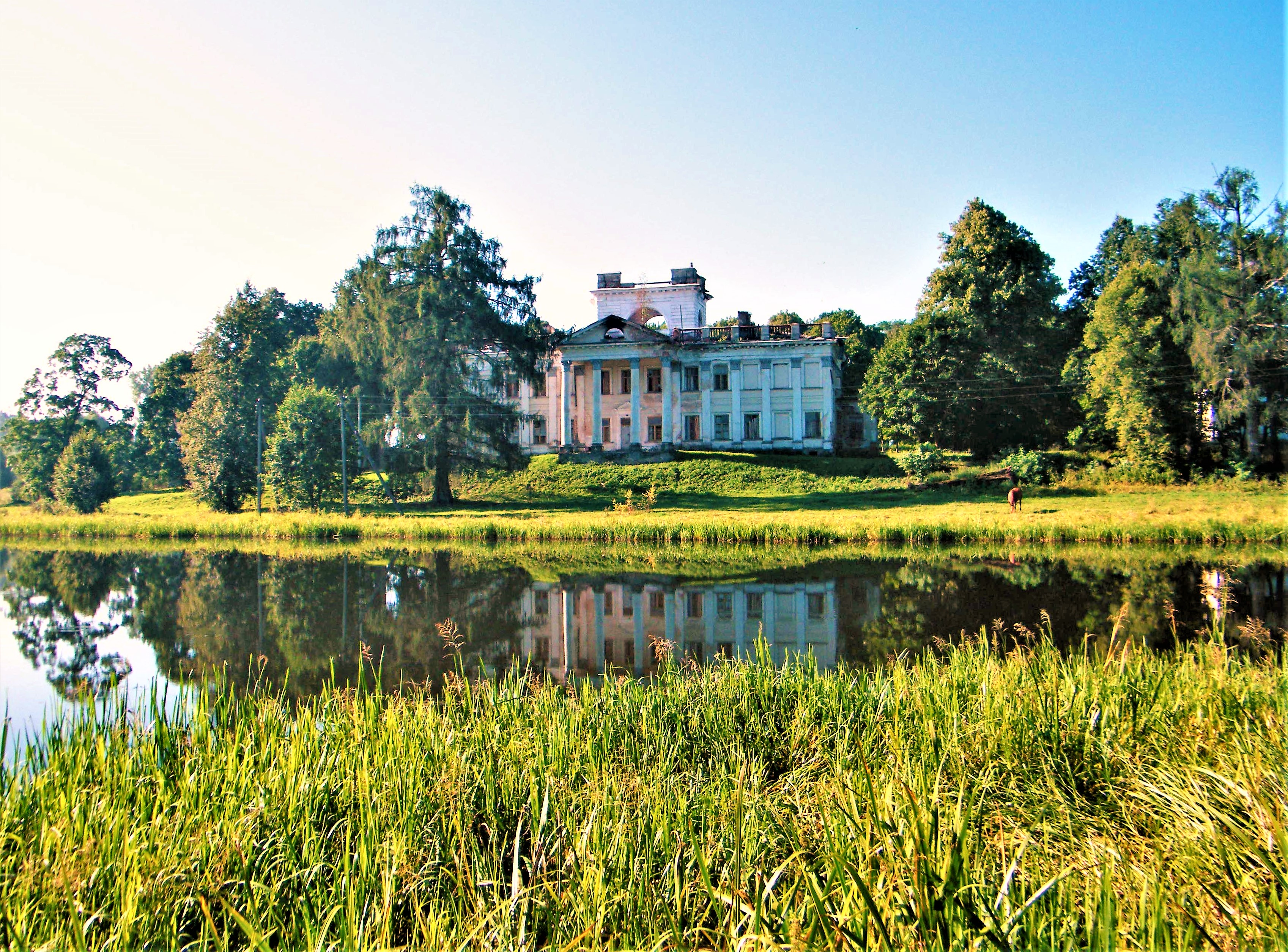
Усадьба Умястовских в  Жемыславль
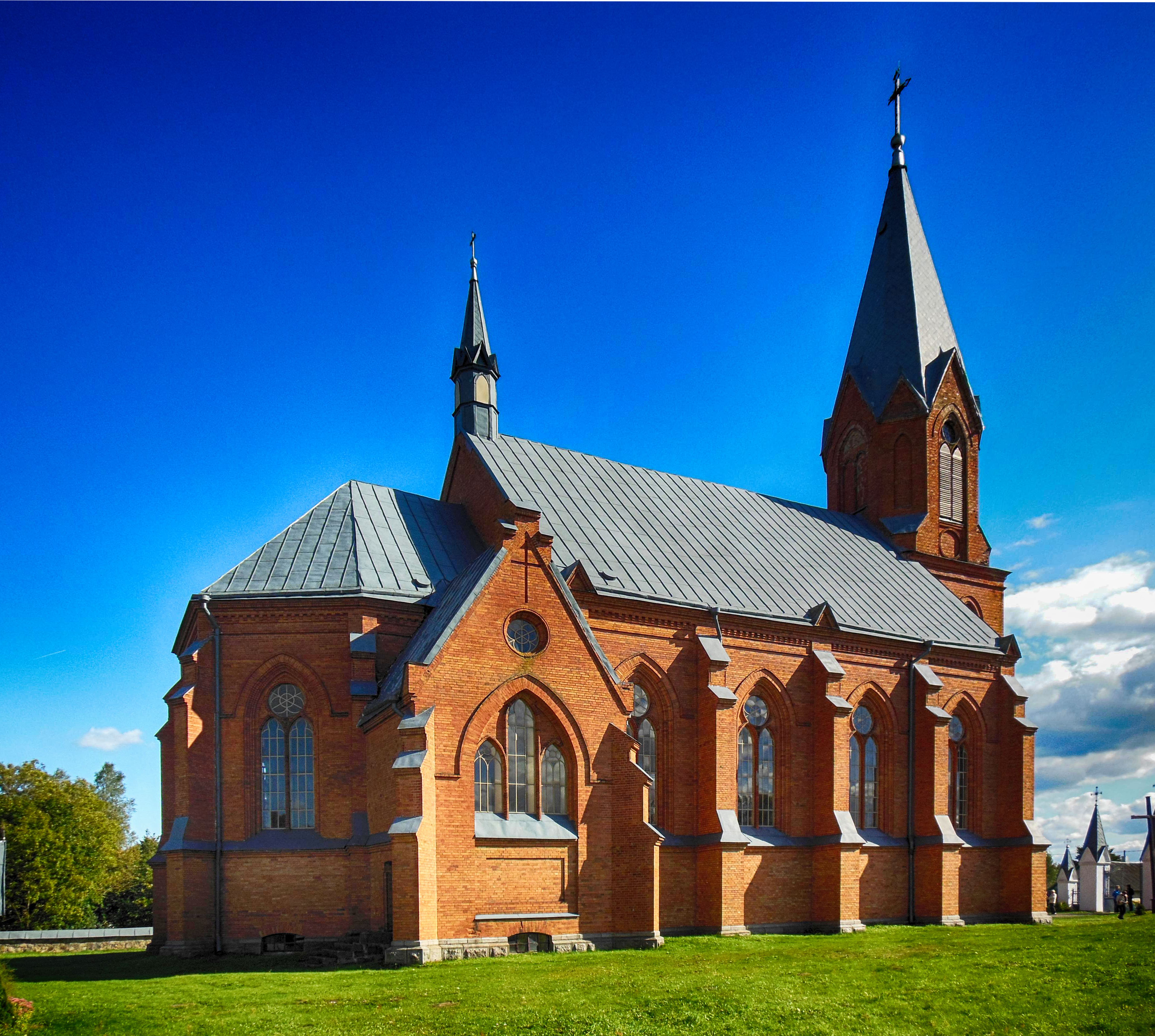
Церковь Святого Владислава в Субботники
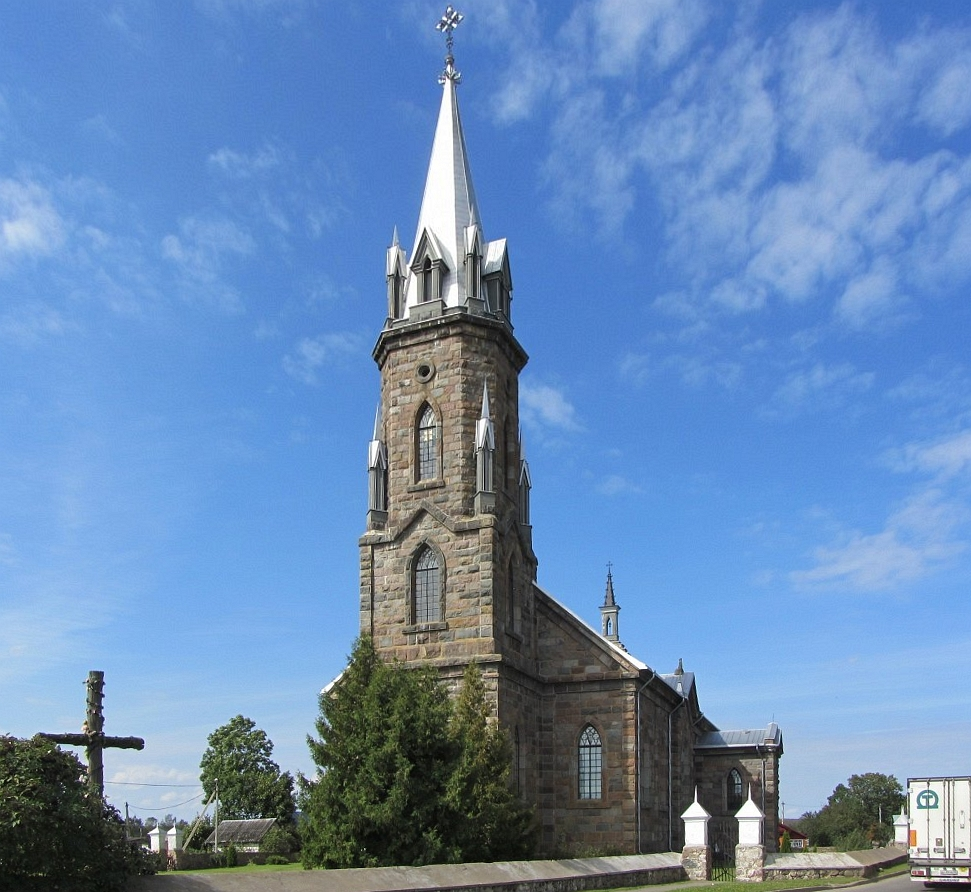
Костёл Св. Казимира в  Липнишки
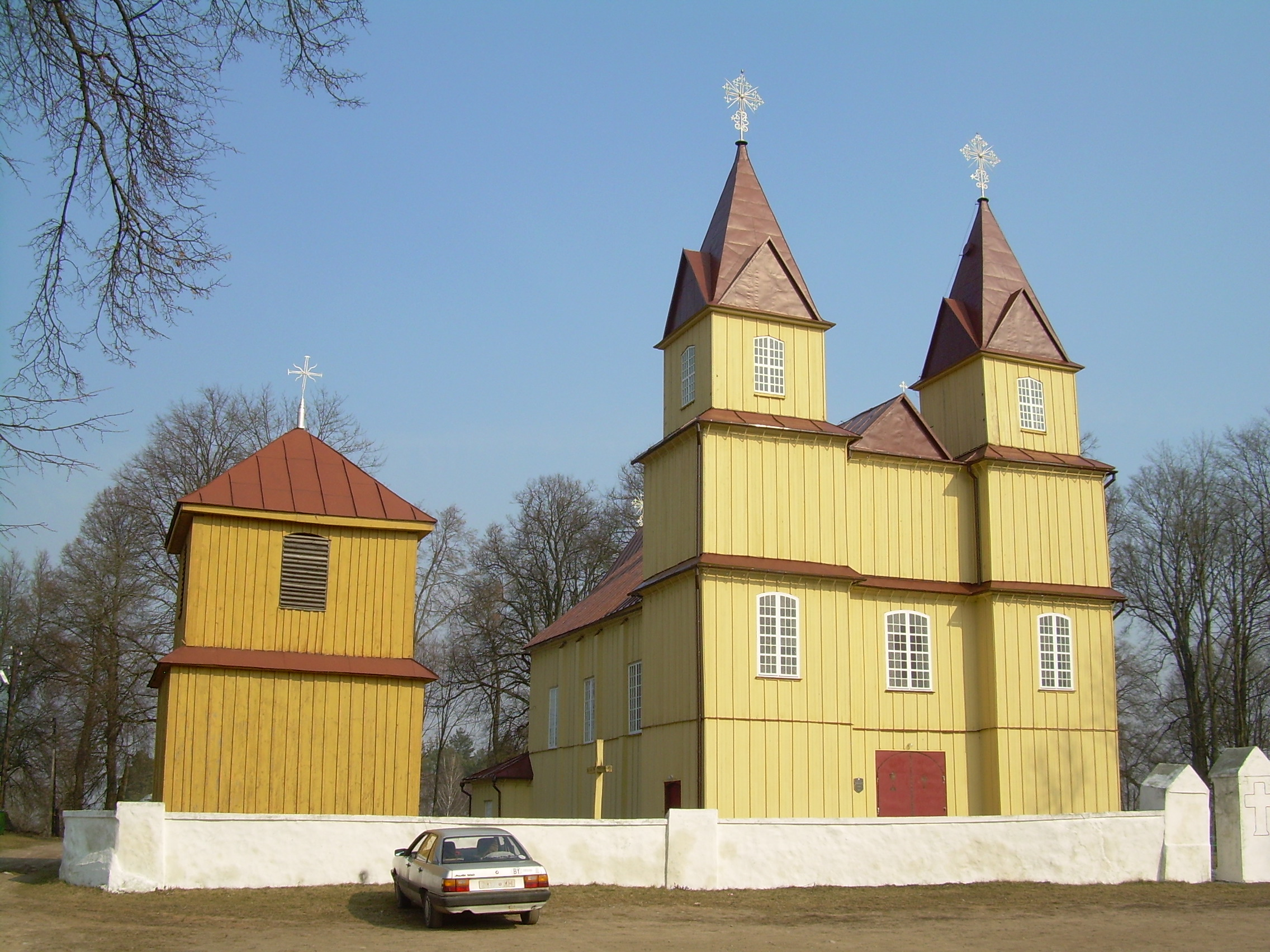
Костёл Марии (1772 г.) в Дуды
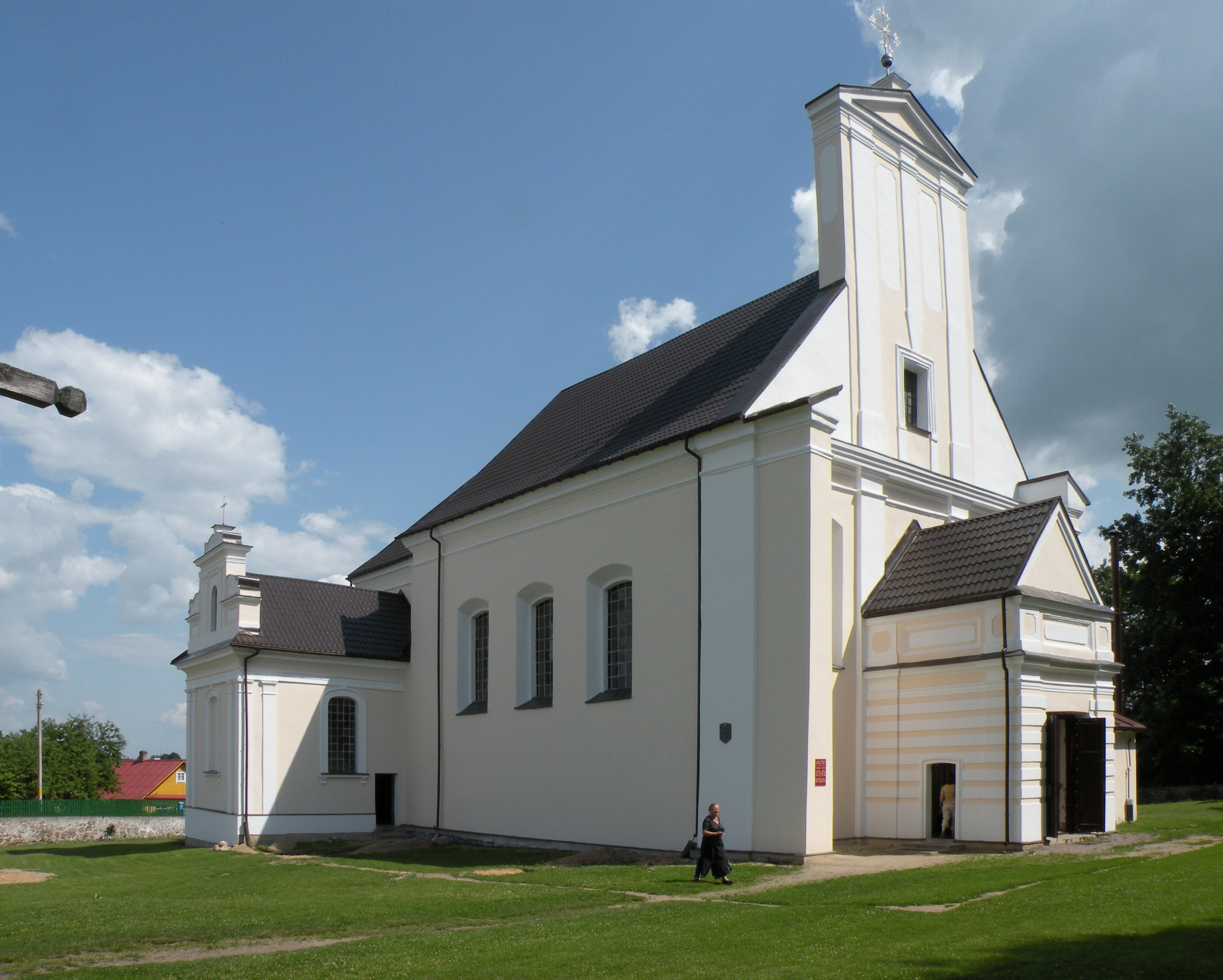
Костёл Святого Николая в Геранёны
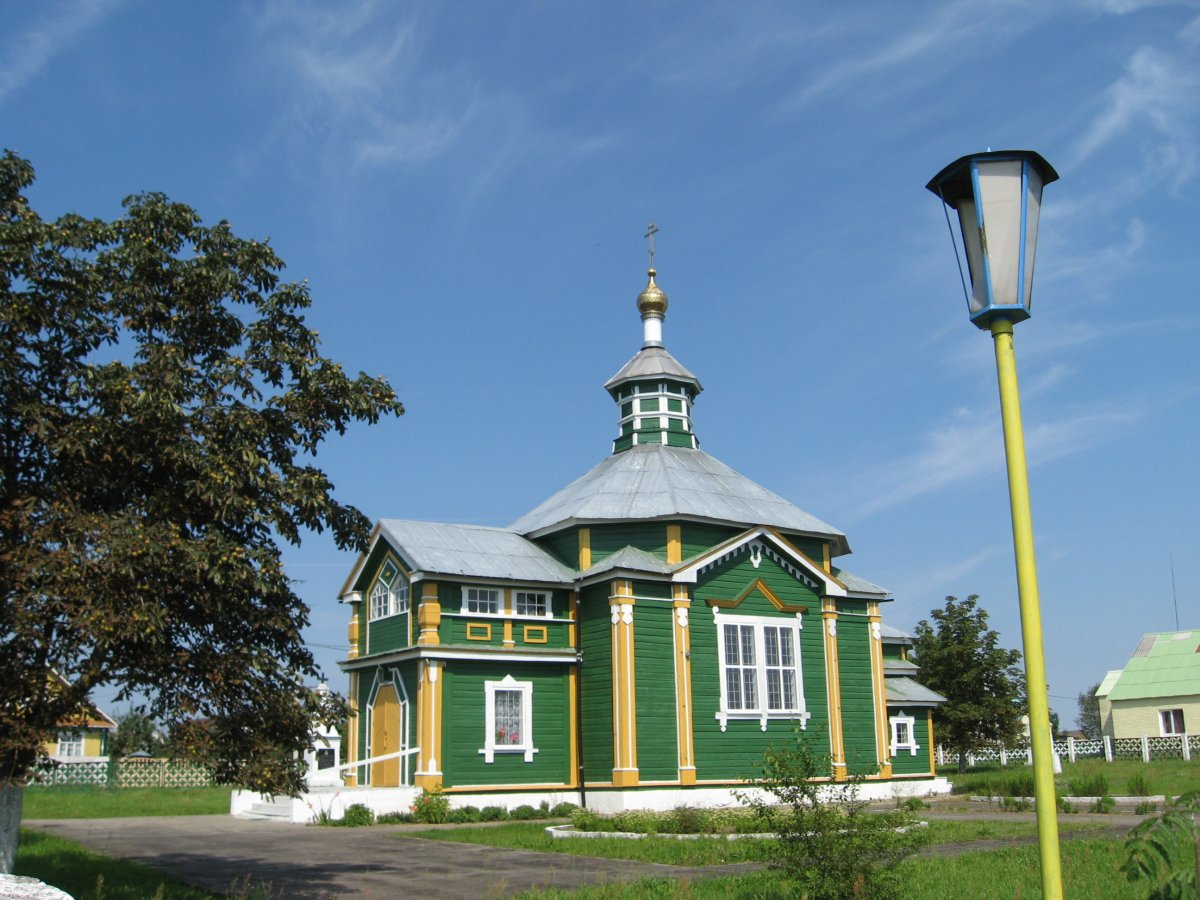
Свято-Троицкая церковь в аг. Морино
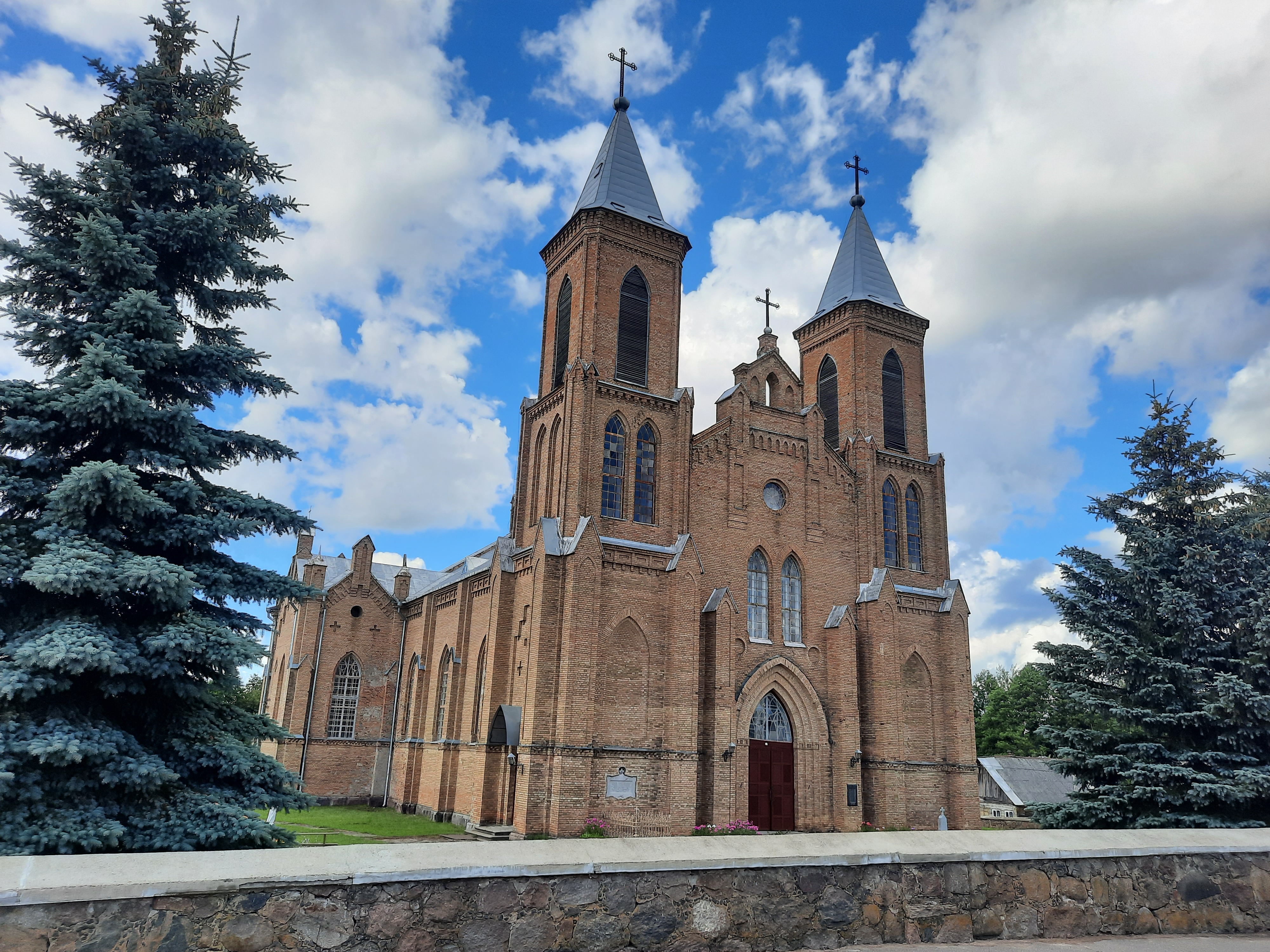
Католический храм Рождества Девы Марии в аг. Трабы
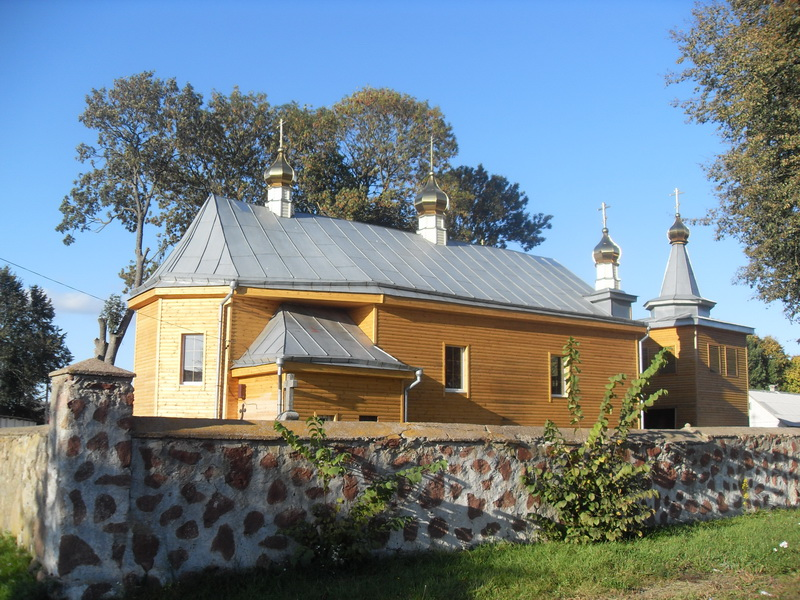
Православная церковь св. Петра и Павла в аг. Трабы